# Bandera de Brandenburg
La bandera de Brandenburg està formada per dues franges horitzontals, sent vermella la superior i blanca la inferior. Al centre s'hi inscriu l'escut d'armes format per una àliga vermella sobre camp blanc amb el bec, les potes i els trèvols daurats. La ràtio és 3:5. El disseny fou adoptat el 20 de gener de 1991 i recollit a l'article 4 de la constitució de l'estat de Brandenburg

## Història

Bandera de l'estat dins la RDA (1945-1952).

El Marcgraviat de Brandenburg, conegut també com a Marca de Brandenburg (en alemany: Mark Brandenburg) fou un dels principals principats del Sacre Imperi Romanogermànic fins al 1806. L'àliga vermella fou ja adoptada pel comte (en alemany: Markgraf) Geró, anomenat el Gran, a la meitat del segle x. I els colors passaren a utilitzar-se per identificar la província de Brandenburg dins el regne de Prússia primer i de l'estat lliure de Prússia després.
Del 1945 al 1952 utilitzà un bandera formada per tres franges horitzontals vermella, blanca i vermella, sent la central la meitat d'ample que les altres dues. Els colors són els procedents de l'escut d'armes. En el moment que la República Democràtica Alemanya abolí els estats la bandera es deixà d'utilitzar.